# Amaurina bourgoini
Amaurina bourgoini är en skalbaggsart som beskrevs av Ruter 1967. Amaurina bourgoini ingår i släktet Amaurina och familjen Cetoniidae. Inga underarter finns listade i Catalogue of Life.